# عزرائيل

لوحة تصوّر ملك الموت بريشة إيفيلين دي مورغان، رسمت عام 1881.

عزرائيل (العبرية: עֲזַרְאֵל، رومنة: ʿǍzarʾēl) هو مَلَك الموت في كل من اليهودية وكذلك في التقاليد السيخية. ولم يرد في القرآن ذكر هذا الاسم أبداً، ولكن وعوضاً عن ذلك تمت الإشارة إليه بـ«ملك الموت» وقد نقلت آثار في الدين الإسلامي عن تسميته عزرائيل في عدد من المصادر الإسلامية للمفسرين، اسم عزرائيل يأتي من اللغة العبرية ويعني «الذي يساعده الله».

## أصل التسمية
يُعتقد أن أصول اسم عزرائيل عبرية، وتعني حرفياً «الذي يساعده الله». ويعني أيضاً عبد الله أو عبد الرحمن ويعتقد حسب المعتقد الإسلامي أنه الملَك الموكل من قبل الله بقبض الأرواح، وهو آخر المخلوقات والملائكة موتاً يوم القيامة.

## مهمته
قبل خلق آدم أمر الله ملك الموت بجلب تربة من كل أنواع ترب الأرض ليخلق منها آدم وملك الموت هو الملك الموكّل بقبض الأرواح، وأصبح هذا الاسم جزءاً من التراث والأدبيات والمعتقدات العامة الإسلامية برغم أنه لم يرد في القرآن إلا باسم ملك الموت.

## في اليهودية
لم يرد اسمه في الكتاب العبري ولا يأتي الأدب الحاخامي على ذكره (سواء في التلمود أو المدراش). كذلك لا تعترف اليهودية الربانية بملاك يحمل اسم عِزْرَائِيلَ، ولكن يرد في الأدب القباليّ (على غرار كتاب الزوهار) ملاك آخر ذو اسمٍ مماثلٍ يدعى آزْرِييل (بالعبريَّة: עזריאל).

## في الإسلام
لم يُذكر اسمُه في القرآن ولا السنة النبوية، بل سُمّيَ ملك الموت، ﴿قُلْ يَتَوَفَّاكُمْ مَلَكُ الْمَوْتِ الَّذِي وُكِّلَ بِكُمْ ثُمَّ إِلَى رَبِّكُمْ تُرْجَعُونَ ۝١١﴾ [السجدة:11]، وقد قال عدد من المفسرين للقرآن الكريم إن اسم ملك الموت عزرائيل وقال فخر الدين الرازي في تفسيره؛(وَثَبَتَ بِالْخَبَرِ أَنَّ عِزْرَائِيلَ هُوَ مَلَكُ الْمَوْتِ) ، وقال البغوي في تفسيره (مَلَكُ الْمَوْتِ الَّذِي وُكِّلَ بِكُمْ) أَيْ وُكِّلَ بِقَبْضِ أَرْوَاحِكُمْ وَهُوَ عزْرَائِيلُ) ، وذكر ذلك أبو ابو حيّان في تفسير البحر المحيط، والسيوطي في شرح صحيح مسلم وغيرهم، قال ابن كثير "وأما ملك الموت فليس بمصرح باسمه في القرآن، ولا في الأحاديث الصحاح، وقد جاء تسميته في بعض الآثار بعزرائيل"، وقال السندي: لم يرد في تسميته حديث مرفوع، وقال المناوي في "فيض القدير"ولم أقف على تسميته بذلك في الخبر"، وقال الألباني "هذا هو اسمه في القرآن، وأما تسميته بـ"عزرائيل" كما هو الشائع بين الناس فلا أصل له، وإنما هو من الإسرائيليات.".
- ملائكة
- موت

## وصلات خارجية
- مقالة عزرائيل ملك الموت على الموسوعة اليهودية (بالإنجليزية)